# Рамон Ауньон-и-Виллалон
Рамон Ауньон-и-Виллалон (исп. Ramón Auñón y Villalón; 25 августа 1844, Морон-де-ла-Фронтера, Севилья — 20 мая 1925, Мадрид) — политический, государственный и военный деятель, морской министр Испании (1898–1899), адмирал.

## Биография
Родился в семье андалузского землевладельца.
Поступил мичманом на службу в ВМФ Испании в 15-летнем возрасте. Участвовал в африканских кампаниях (1859—1860); был у Санто-Доминго (1863) и Кубы (1879).
Позже, оказавшись в Латинской Америке в качестве командира крейсера «Инфанта Исабель», когда в Буэнос-Айресе вспыхнула революция, был провозглашён главой Интернациональной эскадры, чтобы предотвратить бомбардировку аргентинской столицы, чего он в итоге и добился.
Позднее командовал броненосцем, заслужив репутацию эффективного администратора, занимал важные должности и входил в состав различных комиссий, где проделал заметную работу.
С 18 мая 1898 по 4 марта 1899 года — министр ВМФ Испании.
Участник Испано-американской войны. В 1898 году принял решение о Битве при Сантьяго-де-Куба, в результате которого испанский флот потерпел сокрушительное поражение, все корабли испанцев были потоплены, при этом потеряны 323 убитыми и 151 ранеными.
Член Либеральной партии избирался выборах 1893, 1896, 1898, 1899, 1901 и 1903 годов. Был сенатором от Кадиса (1904—1905) и пожизненным сенатором (1911—1914). Занимал пост вице-президента Сената в 1911, 1918 и 1923 года
Назначен гражданским губернатором провинции Барселона.
Похоронен на кладбище Сан-Хусто.